# Tinamú ventreblanc
El tinamú ventreblanc (Nothura boraquira) és una espècie d'ocell de la família dels tinàmids (Tinamidae) que viu en zones de praderies i matoll del nord-est del Brasil, est de Bolívia i oest del Paraguai.